# Fallen Angel (песня Tix)
«Fallen Angel» (с англ. — «Падший ангел») — песня норвежского певца Tix, с которой представлял Норвегию на конкурсе песни «Евровидение-2021» в Роттердаме, Нидерланды.

## Евровидение
Эта песня была выбрана для представления Норвегии на конкурсе песни «Евровидение-2021», после того как TIX победил на музыкальном конкурсе Melodi Grand Prix 2021, который отбирает норвежские заявки для участия в конкурсе песни «Евровидение». В полуфинале конкурса 2021 года приняли участие те же страны, что и в жеребьевке полуфинала конкурса 2020 года. Норвегия прошла в первый полуфинал, который состоялся 18 мая 2021 года, и выступила во второй половине шоу.

## Трек-лист
| №  | Название       | Длительность |
| -- | -------------- | ------------ |
| 1. | «Ut av mørket» | 2:53         |

| №  | Название       | Длительность |
| -- | -------------- | ------------ |
| 1. | «Fallen Angel» | 2:53         |